# Encarsia confusa
Encarsia confusa är en stekelart som beskrevs av Hayat 1989. Encarsia confusa ingår i släktet Encarsia och familjen växtlussteklar. Inga underarter finns listade i Catalogue of Life.